# Vino de Azerbaiyán
El vino azerbaiyano se produce en varias regiones de todo Azerbaiyán. Antes del Gobierno comunista del siglo xx, Azerbaiyán tenía una próspera industria vinícola que se remonta al segundo milenio antes de Cristo. La larga historia de la producción de vino de Azerbaiyán se redescubrió en excavaciones arqueológicas de asentamientos en Kültəpə, Qarabağlar y Galajig, donde los arqueólogos descubrieron recipientes de almacenamiento y fermentación en piedra que incluían residuos y semillas de uva que se remontan al segundo milenio antes de Cristo. Los antiguos griegos eran muy conscientes de la producción de vino en la zona al menos en el siglo vii a. C., según Heródoto. Más tarde, Estrabón comentaría en el siglo i a. C. sobre un vino azerbaiyano conocido como Albania. Los historiadores y geógrafos árabes, especialmente Abu al-Fida, Al-Masudi, Ibn Hawqal y Al-Muqaddasi, describieron la extensa viticultura alrededor de Ganyá y Bərdə que se estaba llevando a cabo incluso después de la conquista islámica de la zona.

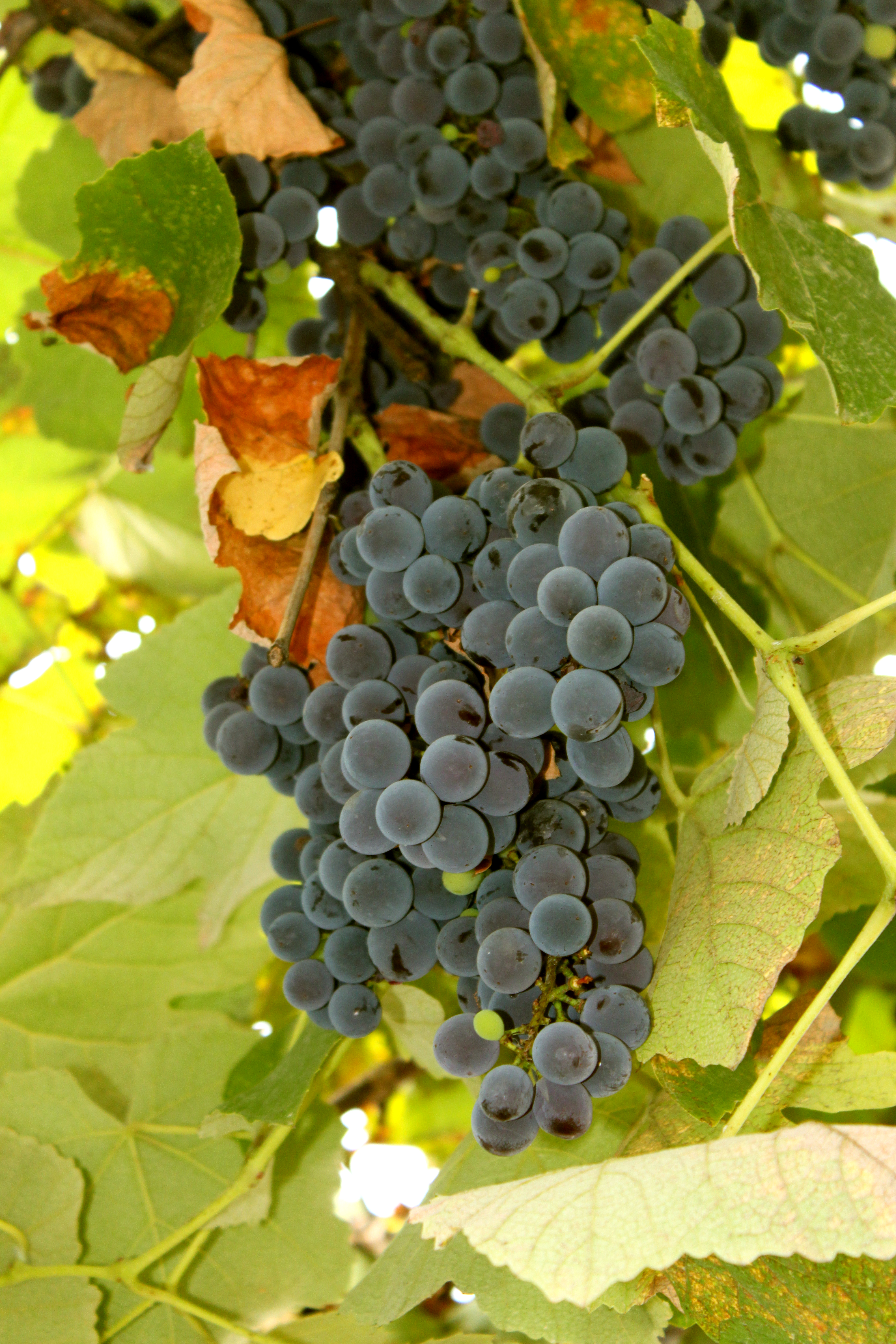
Pinot noir ha sido ampliamente utilizado en todo Azerbaiyán para la elaboración del vino.

Desde la caída del comunismo y la restauración de la independencia de Azerbaiyán, se han realizado arduos intentos para reactivar y modernizar la industria del vino de Azerbaiyán. Hoy en día, los viñedos se encuentran en las estribaciones de las montañas del Cáucaso y en las tierras bajas de Kur-Araz, cerca del río Kura. En el siglo xxi, Ganyá, Alto Karabaj y Najicheván se convirtieron en centros de producción de vino en la región. Entre las variedades de uva utilizadas para producir vino azerbaiyano se incluyen pinot noir, rkatsiteli, pinot blanc, aligoté, matrassa, podarok magaracha, pervenets magaracha, ranni magaracha, doina, viorica y kishmish moldavski. Las variedades de uva autóctonas de Azerbaiyán incluyen white shani, derbendi, nail, bayanshire, gamashara, ganja pink, bendi, madrasa, black shani, arna-grna, zeynabi, misgali, khindogni, agdam kechiemdzhei, tebriz y marandi.

## Historia
En raión de Göygöl, los arqueólogos encontraron frascos con restos de vinos que se remontan al segundo milenio antes de Cristo. En el distrito de Khanlar, por ejemplo, los arqueólogos encontraron frascos enterrados con restos de vino que datan del segundo milenio antes de Cristo. El historiador griego Estrabón que había viajado hasta el norte de Azerbaiyán —Albania caucásica en aquel momento— describe el cultivo de cosechas de uvas como tan abundantes que los residentes no fueron capaces de cosecharlos. Otras fuentes, como el poema épico Kitabi Dada Gorgud, escrito en los siglos vii y xi, describen la cultura enriquecida de la vinificación. Los vinos producidos en la antigüedad y la Edad Media, sin embargo, no son similares a los vinos contemporáneos. Eran gruesos y dulces como la miel, que las personas tenían que diluir con agua. Uno de los últimos descubrimientos fue hace casi 10 años cuando los residentes de Shamakhy, dos horas al oeste de Bakú, encontraron un gran frasco de cerámica antigua que contenía un jarabe espeso que resultó ser un vino muy concentrado y perfumado.
Una de las regiones más antiguas y notables conocida por su producción de vino es Tovuz en el noroeste de Azerbaiyán. Los hallazgos arqueológicos en esta región hablan de antiguos buques para el almacenamiento de vino, piedras y restos de ácido tartárico utilizado para la viticultura. Además de los historiadores y viajeros como Homero, Heródoto, Columela, Ibn Hawqal, Al-Masudi, que hicieron comentarios sobre la elaboración del vino en Azerbaiyán, el geógrafo árabe del siglo x Al-Muqaddasi, señaló en su escrito que el vino dulce encontrado en Najicheván no se puede encontrar en ningún otro lugar. La región se desarrolló como un centro de producción de vino de 1820 a 1830 que atrajo a muchos inversionistas extranjeros. La famosa cultura de la vinificación se enriqueció con la llegada de inmigrantes alemanes a la región a principios del siglo xix. Los inmigrantes alemanes de Wurtemberg se establecieron en Azerbaiyán por el zar ruso Alexander I alrededor de 1817 y 1818, y aumentaron el potencial de producción de vino y coñac del país mediante grandes inversiones en la industria. Famosas empresas familiares alemanas como Vohrer Brothers y la familia Hummel con sede en Helenendorf industrializaron la producción de vino y la hicieron competitiva con los vinos europeos.

### Tiempo moderno
La vinicultura contemporánea en Azerbaiyán se ve en las zonas económicas de Ganyá-Qazax y Shirván. Los viñedos en estas regiones representan alrededor del 7 % de las tierras cultivadas del país. Las regiones son famosas por 17 variedades de vid y 16 de uva de mesa, siendo la más común de las variedades de vino pinot noir.
Azerbaiyán es uno de los principales productores de vino en la región del mar Caspio. La vinificación contemporánea fue desarrollada ambiciosamente durante la década de 1970 por las autoridades soviéticas que preferían aumentar la producción de vino frente al desarrollo de la industria de granos. Según los decretos especiales del Consejo de Ministros, se asignaron más fondos para la industria que establece entre 70 y 80 mil hectáreas de tierra para viñedos. Los planes iniciales eran producir hasta tres millones de toneladas de uvas al año para 1990. Debido al aumento de la productividad, Azerbaiyán producía casi 2.1 millones de toneladas de uvas en 1982. La industria trajo alrededor de 100 millones de rublos al año. La mayor parte de los vinos producidos en Azerbaiyán durante el Gobierno soviético se exportaron a Rusia, Bielorrusia y el Báltico, sin embargo, durante la década de 1980 se desaceleró la exportación debido a la campaña de prohibición del alcoholismo de Gorbachov.
 

Actualmente, hay cerca de diez bodegas y viñedos que producen vino en el país. El más grande es Vinagro, creado en 2006. Utiliza la planta de vino de Göygöl cerca de Ganyá, fundada en 1860 por inmigrantes alemanes. Las exportaciones a otros países están creciendo constantemente debido a la buena calidad de los productos de vino de Azerbaiyán. La mayoría de los productos se están destinando actualmente a los mercados ruso y europeo, así como a nuevos mercados en crecimiento para el vino azerbaiyano, como China. Debido a la creciente demanda, se han establecido nuevas plantaciones de uva en más de 100 hectáreas en la región de Shamkir. Desde la restauración de la independencia de Azerbaiyán en 1991, los vinos azerbaiyanos ganaron 27 premios en concursos internacionales. Azerbaiyán ha aumentado su producción de vino durante los últimos años. En 2003 produjo 3790 toneladas, en 2005 produjo 4005 toneladas y en 2007 produjo 7200 toneladas de vino. Además, Azerbaiyán es uno de los principales productores de vino en el territorio del mar Caspio. A pesar de que el vodka fue considerado como parte de la «cultura del consumo de alcohol» durante la URSS, el vino azerbaiyano fue uno de los favoritos en Rusia incluso antes de la purga de Gorbachov. Según la ley de prohibición de la Unión Soviética en 1985, la producción de vid impidió totalmente una industria en crecimiento en Azerbaiyán. Antes de esta ley, la producción de uvas era igual a dos toneladas por año, lo que significaba una provisión del 40-45 % del PIB de la RSS de Azerbaiyán. Azerbaiyán apunta a ganar más reputación en el mercado mundial de la vid. Es el resultado de unirse a la Organización Internacional de la Viña y el Vino (OIV). 

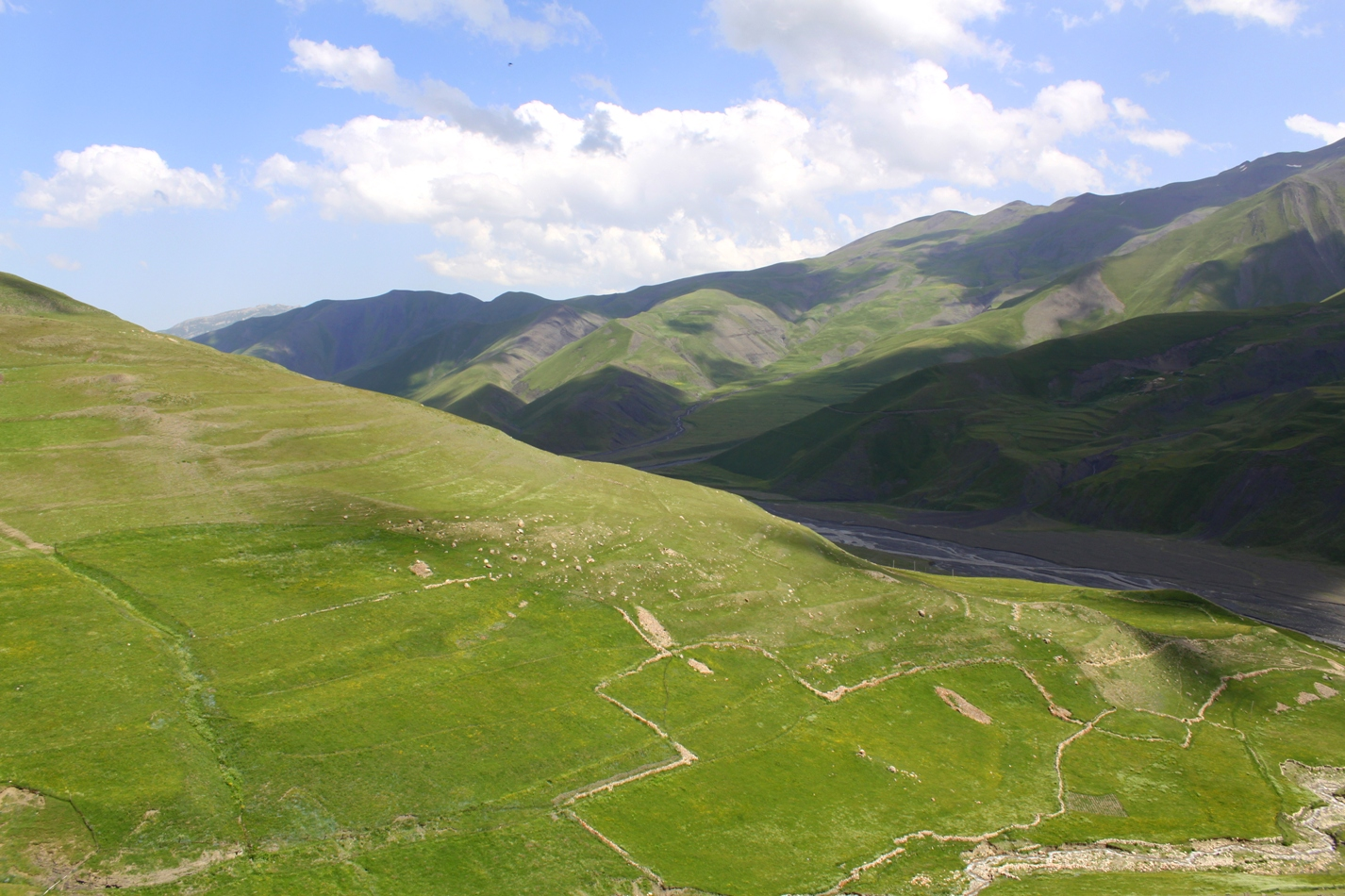
La geografía y el clima de Azerbaiyán crean una gran diversidad de microclimas.

En 2012, el presidente de Azerbaiyán aprobó el decreto "Programa estatal para el desarrollo del crecimiento de la uva 2012-2020". El objetivo del programa es aumentar el crecimiento de la uva, desarrollar la elaboración de vinos y aumentar la tasa de exportación. Cada año, el tamaño de los territorios para el cultivo de la uva está aumentando. Dentro del programa estatal, el territorio de cultivo de uva será de 50 mil hectáreas. Se espera que el crecimiento de la uva alcance las 500 toneladas hasta 2020. Se considera que el 30 % de la uva se consume para comer. El resto del cultivo se utilizará para producir diversas marcas de vino. En Azerbaiyán, los especialistas en esta área cooperan con la Organización Internacional de la Viña y el Vino (IOVW), el Instituto Nacional de la Viña y el Vino 'Magarach' de Yalta, el Instituto de Elaboración y Viticultura del Vino de Tairov, Odesa, y otras organizaciones.

## Clima y geografía

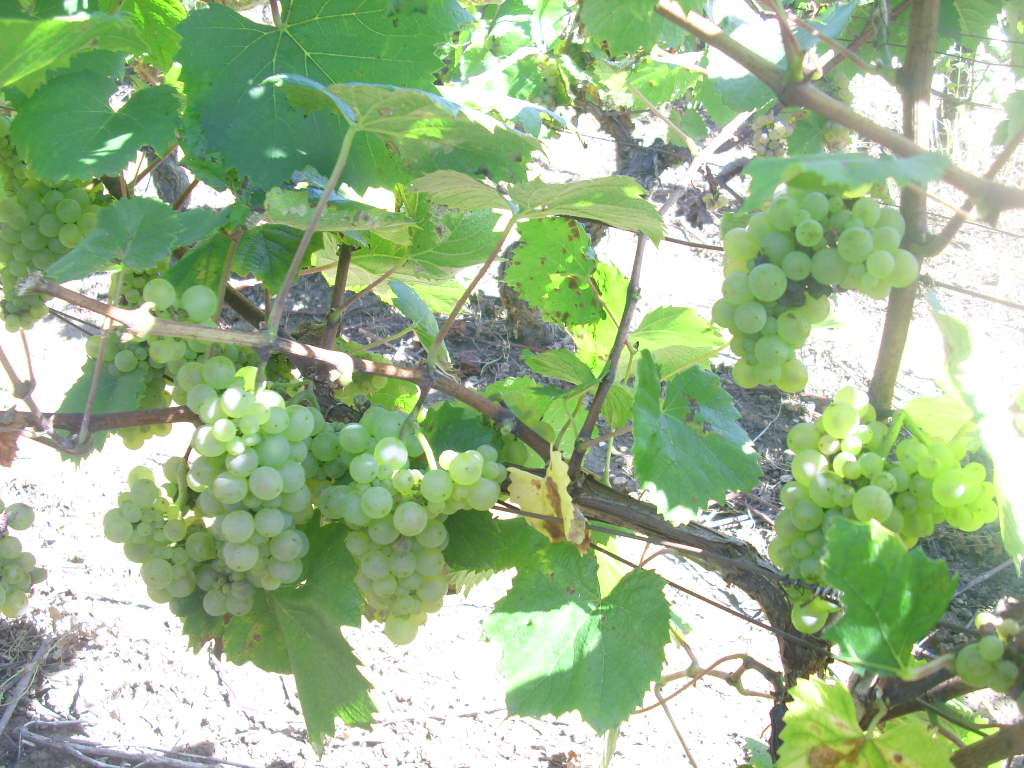
Las plantaciones de aligote están aumentando en Azerbaiyán.

La geografía montañosa de Azerbaiyán y su ubicación cercana al gran mar Caspio crean una gran diversidad de macro y microclimas que dependen de la ubicación exacta, la altitud, la latitud y la orientación y el grado de pendiente. Aunque generalmente se considera un clima continental, las regiones de vino en Azerbaiyán se pueden ver desde moderadamente caliente temporadas de cultivo, con inviernos secos a muy fresco creciente temporadas con lluvias y húmedos cosechas y temporadas de invierno con casi el 10 % de los viñedos de Azerbaiyán que necesitan la utilización de algún tipo de protección en el invierno. Casi la mitad de todos los viñedos de Azerbaiyán necesitan utilizar algún tipo de riego para ayudar a lidiar con sequías periódicas durante los cálidos meses de verano.
 

Las temperaturas medias anuales para muchas regiones vinícolas de Azerbaiyán se encuentran entre 10.5-15.5 °C (51-60 °F). Azerbaiyán incluye las Regiones III, IV y V en la escala de resumen de calor, con áreas que alcanzan desde 3,000 a 4,6000 grados días. La precipitación anual en las tierras bajas, donde se cultivan la mayoría de las uvas, hasta las estribaciones varía de 250 a 600 mm.

## Estilos de vino
En Azerbaiyán, los vinos hechos con uvas se llaman sharab —en azerí: şərab— mientras que los vinos de otras frutas como las manzanas, las granadas y la mora se llaman nabiz —en azerí: nəbiz—. Otros tipos se llaman chakhyr —en azerí: çaxır—. Según los historiadores, hay más de 450 categorías diferentes de uvas silvestres encontradas en Azerbaiyán que se habían utilizado para la elaboración del vino a lo largo de la historia de Azerbaiyán. Entre los nombres históricos de las marcas de vinos están Reyhani, Jumhuri, Mishmish, Valani, Arastun, Handigun y Salmavey. Marcas contemporáneas incluyen Shahdagh, Chinar, Sadili, Ágdam, Kurdamir, Agstev y Madrasali. Otros, como Giz Galasi [Torre de la Doncella], Yeddi Gozal [Siete Bellezas], Gara Gila y Naznazi, hechos de la madrasa de color rosa de uva son exclusivos de Azerbaiyán, ya que son indígenas solamente de Madrasa, pueblo del raión de Şamaxı. Rkatsiteli es otro tipo de uva cultivada y utilizada para la elaboración de vinos en el noroeste de Azerbaiyán.